# Новосибирское командное речное училище
Новосибирское командное речное училище имени С. И. Дежнёва — учебное заведение, основанное в 1943 году. Расположено в Центральном районе Новосибирска.

## История
9 апреля 1943 года на базе комбината Западно-Сибирского речного пароходства был образован Новосибирский речной техникум, который первоначально разместился в неприспособленном для учебных занятий здании по улице Коммунистическая, 41. В тот период его занимали эвакуированные жители Ленинграда, а также редакция и типография бассейновой газеты «Большевик».
Учебный год начался лишь 1 октября 1943 года, так как всех принятых в техникум отправили работать рулевыми, матросами, масленщиками и кочегарами на суда. Занятия проводились в две восьмичасовые смены. У техникума не было столовой и общежития. В переданной комбинатом библиотеке насчитывалось 400 томов литературы.
В 1944 году открылась специальность «водные пути сообщения».
В 1945 году введены эксплуатационное отделение и отделение стажистов для подготовки без отрыва от производства судомехаников и судоводителей.
В 1947 году организовано учебно-финансовое отделение.
В 1948 году здание учебного заведения освободили от жильцов, типографии и редакции. В этом же году при учебном заведении открылся учебно-консультационный пункт Московского Всесоюзного заочного техникума речного транспорта.
3 марта 1956 года вышел приказ министра речного флота о реорганизации Новосибирского речного техникума в Новосибирское речное училище с подготовкой по специальностям «судовые силовые установки» и «судовождение на внутренних водных путях». Кроме гражданских специальностей в училище готовили офицеров запаса ВМФ. В этот период были организованы санчасть, общежитие-экипаж, закрытая столовая, на берегу Оби открылась городская воднолыжная станция. Сформирована кафедра ВМП, закрытая в 1961 году.
В 1961 году введён в эксплуатацию учебно-спальный корпус (ул. Мичурина, 4). В октябре 1965 года также было сдано новое здание спального корпуса (ул. Мичурина, 4а).
В 1973 году для подготовки техников-электромехаников организовано дневное электромеханическое отделение.
В 1974 году создано самостоятельное заочное отделение для обучения по специальностям: техник-плановик, бухгалтер, кроме того, здесь готовили специалистов, обучавшихся на дневном отделении.
В 1987 году был организован музей.
В 1992 году училищу присвоено имя Семёна Ивановича Дежнёва.
В канун 55-летнего юбилея (1998 г.) НКРУ им. С. И. Дежнёва было вручено на торжественном собрании от государственной службы речного флота именное знамя, на котором расположеные три цвета государственного флага Российской Федерации. На Андреевский флаг накладывается красный крест, по середине попомещается портрет Дежнёва Семëна Ивановича, дижоного цвета, чьë имя носит училище; украшенный дижоновым лаврово-дубовым венком скрепленным снизу красной лентой, по бокам на красном кресте находится надпись, слева (от лавровой стороны венка) золотая надпись «НКРУ» справа (от дубовой стороны венка) золотая надпись «им ДЕЖНЕВА», надпись сделана старославянским шрифтом.
В 2006 году учебное заведение было интегрировано в структуру «Новосибирской государственной академии водного транспорта».
В 2015 году в честь 75-летия победы в ВОВ была масштабная коробка от речного училища во главе был заслуженный работник водного транспорта Раков Валерий Александрович. Которые был начальником училища, сейчас там препадает спецпредметы (рулевой).

## Учебно-материальная база
В распоряжении училища имеется собственный флот, который включает в себя два транспортных судна, учебный теплоход «Альбатрос» и грузовой теплоход № 218, переделанный в лабораторию «Живучести корабля».
В аванпорту Новосибирского водохранилища находится водно-учебная база с парусными и гребными судами.

## Известные сотрудники
- В. Г. Абрамчик, заслуженный учитель школы РФ, почётный работник транспорта России, ветеран труда. Долгое время был руководителем училища.

- В. М. Андреев, заслуженный учитель школы РФ.

## Выпускники
Выпускники училища работают в основном на предприятиях и судах Обского управления водных путей и Западно-Сибирского речного пароходства. Некоторые из них переходят на работу в другие бассейны.
С 1982 по 1988 годы более чем сто выпускников получили звание «Специалист высшего класса». Два человека стали лауреатами премии имени капитана Н. И. Чадаева.
Судам Западно-Сибирского речного пароходства присвоены имена выпускников: «Механик Красоткин», «Механик Яворский», «Николай Масленников».
В 1952 году учебное заведение окончил писатель, автор детективных произведений Михаил Яковлевич Черненок.